# Dlabocsica (Kriva Palanka)
Dlabocsica (macedónul: Длабочица) település Észak-Macedóniában, a Északkeleti körzetben, Kriva Palanka községben.

## Népesség
| Lakosok száma | 427  | 471  | 510  | 443  | 280  | 216  | 208  | 144  | 77   |
|               | 1948 | 1953 | 1961 | 1971 | 1981 | 1991 | 1994 | 2002 | 2021 |

- 2002-ben 144 lakosa volt, akik mindannyian macedónok.